# Marcellina
Marcellina és un comune (municipi) de la ciutat metropolitana de Roma, a la regió italiana del Laci, situat uns 30 km al nord-est de Roma. L'1 de gener de 2018 tenia 7.325 habitants.
Marcellina limita amb els municipis de Guidonia Montecelio, San Polo dei Cavalieri i Tívoli.